# Saalrefraktion
Die Saalrefraktion ist eine kleine Anomalie der astronomischen Refraktion. Sie entsteht am Beobachtungsspalt einer Sternwartekuppel, wenn die innere Lufttemperatur noch merkliche Unterschiede zur Außentemperatur aufweist.
Die Ursache ist ein kleiner horizontaler oder vertikaler Temperaturgradient und der daraus resultierenden Veränderung der Dichte der Luft, die Lichtstrahlen um einige 0,1" ablenkt. Physikalisch entspricht der Effekt einer geodätischen Seitenrefraktion, die entlang sonnenbeschienener Wände oder im Tunnel allerdings das Zehnfache ausmachen kann.
Man kann die Saalrefraktion (engl. auch  dome seeing) gering halten, indem
1. die Kuppeln einen hellen Anstrich gegen die Sonneneinstrahlung untertags erhalten,
2. die Kuppel sofort nach Sonnenuntergang geöffnet wird,
3. durch künstliche Ventilation (allenfalls zu Beginn der Nacht).

Ganz vermeiden lässt sie sich nicht, weil in sternklaren Nächten fast immer eine merkliche nächtliche Abkühlung der Umgebungsluft auftritt.
Durch aktive Kühlung des Teleskopraums tagsüber auf jene Temperatur, die nachts außen zu erwarten ist, eliminiert man die Ursache der Saalrefraktion bis auf die Wärmequellen Mensch und elektrische Geräte. Eine solche Kühlung ist allerdings energieaufwendig. Die größten Sternwarten stehen fernab auf Bergen und können meist nur begrenzt (durch Diesel-Stromaggregate) mit Elektrizität versorgt werden. Der Energiebedarf für die Kühlung steigt aber parallel zur Intensität der Sonneneinstrahlung, weshalb es attraktiv ist, solare Kühlung als Energiequelle einzusetzen, was neuerdings projektiert wird.
Bei einigen modernen Großteleskopen wird die Saalrefraktion dadurch vermindert, dass die klassische Sternwartekuppel durch einen würfelförmigen Schutzbau ersetzt wird, der in der Nacht nach oben offen ist bzw. teilweise auseinander geschoben wird. Diese Bauweise ist auch stabiler und kostengünstiger.